# Lucie Ptáčková
Lucie Ptáčková, rozená Hrdličková (* 23. listopadu 1992), je česká novinářka, moderátorka a reportérka.

## Život
Lucie Ptáčková vystudovala obor mediálních studií na Fakultě sociálních věd Univerzity Karlovy. Od roku 2017 pracovala v Seznam Zprávách – nejdříve rok ve sportovní redakci, poté jako moderátorka zpravodajství a Víkendového rozhovoru. Od roku 2020 moderuje zpravodajské relace na televizní stanici CNN Prima News.
Dne 14. května 2020 položila ministryni financí Aleně Schillerové v rozhovoru otázku v angličtině, a to jako reakci na tvrzení Hospodářských novin, že Schillerová anglický jazyk neovládá moc dobře, což sama ministryně označila za lež. Následně byla na Ptáčkovou na sociálních sítích za položení dotazu v angličtině snesena vlna kritiky a vulgarit.
Její bratr Daniel je frontmanem popové kapely Pilot.